# Parashah

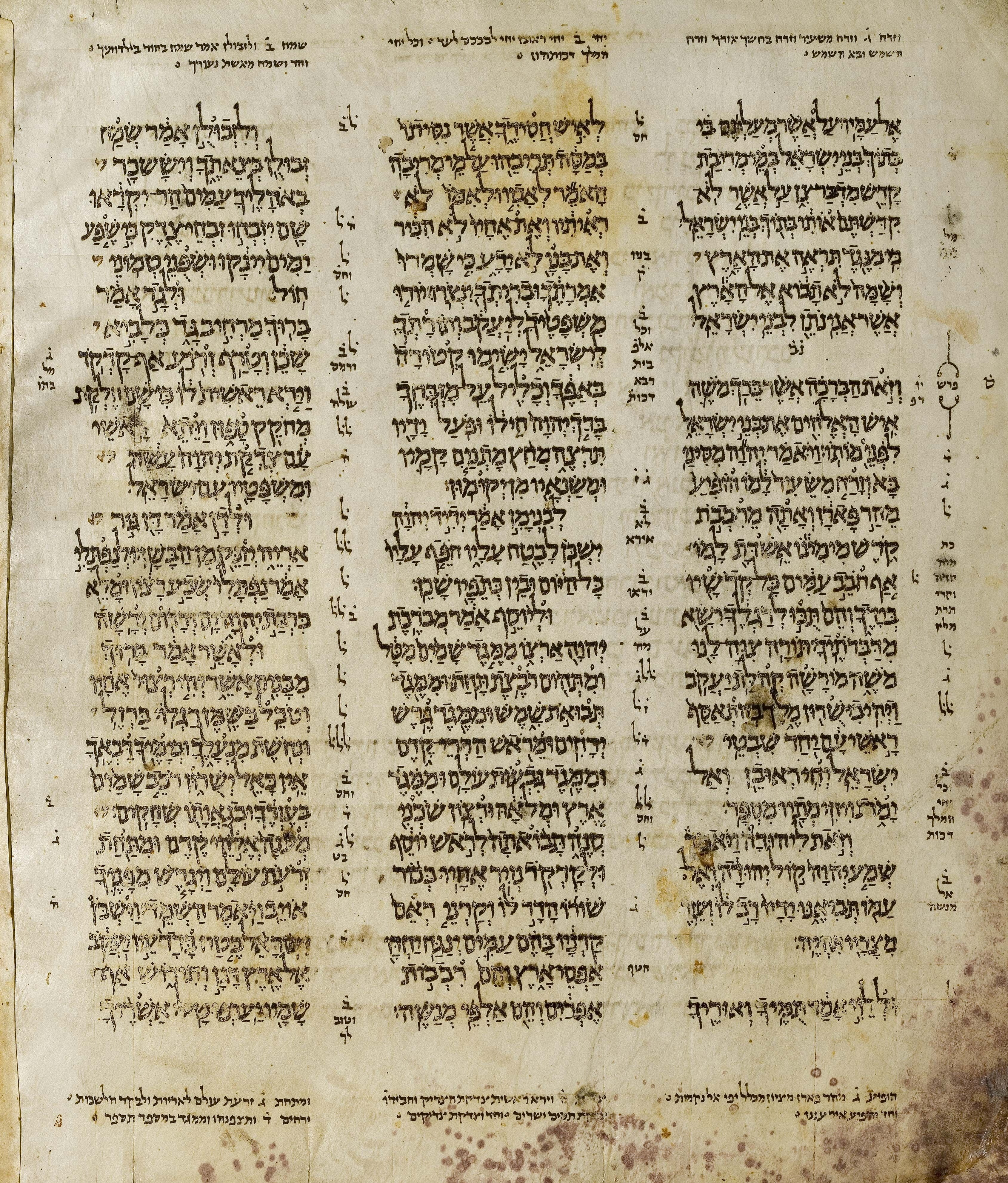
Pagine del Codex Aleppo, con parashot visibili nel testo.

La Parashah (anche parshah o parsha – in ebraico: פרשה, plurale פרשות - parashot o parashiyot; in pron. it.: parascià e parasciòt) è una suddivisione ordinata in pericopi della Torah destinata a definire la lettura settimanale della Torah stessa. Formalmente indica una sezione del libro biblico secondo il testo masoretico del Tanakh (Bibbia ebraica) Nel testo masoretico, le sezioni di parashah sono designate da vari tipi di spaziature tra di loro, come si trovano nei rotoli della Torah, nei rotoli dei Libri Nevi'im o Ketuvim (specialmente le megillot), i codici masoretici del Medioevo e le edizioni stampate dei testi masoretici.
Le suddivisioni del testo in parashot è indipendente dai numeri dei capitoli e dei versetti della Bibbia, che non fanno parte della tradizione masoretica. I Parashot non sono numerati, ma hanno nomi/titoli speciali.
Ciascuna porzione settimanale della Torah adotta il nome dalle prime parole del testo ebraico. Risalente al tempo della cattività babilonese (VI secolo a.e.v.), la lettura pubblica della Torah per lo più seguiva un ciclo annuale che iniziava e terminava alla festività ebraica di Simchat Torah, con la Torah suddivisa in 54 porzioni settimanali per corrispondere al lunisolare ebraico, che contiene fino a 55 settimane, con il numero esatto che varia fra anni bisestili e anni regolari.
Esisteva anche un antico "ciclo triennale" di letture osservato in alcune parti del mondo. Nei secoli XIX e XX, molte congregazioni dell'Ebraismo riformato e di quello conservatore hanno applicato un ciclo triennale alternativo in cui viene letto solo un terzo di ciascuna parashah settimanale in un dato anno; le parashot lette sono ancora in linea con il ciclo annuale, ma l'intera Torah viene completata nell'arco di tre anni.
A causa della differente durata delle festività tra Israele e la Diaspora, la porzione che viene letta in una particolare settimana talvolta non è uguale dentro e fuori di Israele.

## Divisione in parashot settimanali
La divisione dei parashot che si trova nei moderni rotoli della Torah di tutte le comunità ebraiche aschenazite, sefardite e yemenite si basano sulla lista sistematica fornita da Maimonide nella sua Mishneh Torah: Leggi dei Tefillin, Mezuzah e Rotoli della Torah, Capitolo 8 (HE) . Maimonide ha basato la sua suddivisione dei parashot della Torah sul testo masoretico del Codex Aleppo.

## Lettura pubblica
La lettura pubblica della Torah risale probabilmente all'epoca della fine dell'esilio babilonese, ai tempi di Ezra e Nehemia. Da allora, in epoche successive, la lettura è stata codificata fino ad assumere un ciclo annuale. Ai nostri tempi la lettura inizia con la festa di Simchat Torah (Parashah di Bereshit) e prosegue per 52 settimane.
La lettura della parashah avviene il sabato (Shabbat) nel corso della preghiera di Shachrith, ma viene effettuata una anteprima di 1 brano (dei 7 totali) durante lo Shachrit del lunedì e del giovedì della settimana che precede.
La lettura segue uno schema preciso. Prima della lettura del primo brano, i rotoli del Sefer Torah vengono alzati in modo che tutti possano vedere cosa verrà letto, e quindi un partecipante alla funzione viene chiamato a leggere una parte della parashah; egli chiede il permesso ai maestri (ravotai nevarech - siano benedetti i miei maestri), cui gli astanti rispondono con una benedizione (iehi shem A-donai mevorach leolam vaed - sia il nome del Signore benedetto per sempre ed in eterno) e quindi recita la berakhah specifica della lettura (Baruch atta A-donai eloheinu, melech haolam, asher bahar banu micol ha-amim ve natan lanu et Torato. Baruch atta A-donai, noten haTorah - Benedetto sia Tu Signore, re del mondo, che ci hai scelto tra tutti i popoli e ci hai dato la Tua legge. Benedetto Tu, Signore, che hai donato la Torah).
Il primo ad essere chiamato è un Cohen, ossia un discendente diretto di Aronne, fratello di Mosè (i due fratelli erano della tribù di Levi). In seguito un Levi generico (quindi non necessariamente discendente di Aronne); in seguito persone comuni (Israel, ossia discendenti di altre tribù).
Spesso la lettura della parashah viene fatta dall'officiante e non dal chiamato, sia per la difficoltà di lettura dell'ebraico biblico in sé, sia per la difficoltà nel riprodurre la tonalità del canto senza essere particolarmente allenati. È comunque meritorio leggere il proprio brano, ma la mitzvà è compiuta anche se la lettura è fatta da altri.
Nell'uso italiano, dopo la lettura della parashah, ogni chiamato chiede la benedizione divina ai propri familiari, amici ed ai presenti, e solitamente offre una somma a favore di opere di beneficenza (la zedakah).
Alla fine della lettura della Torah l'ultimo dei chiamati, detto Maftir, legge la haftarah, ossia un brano del Tanakh successivo alla Torah, che ha una relazione logica con la parasha della settimana.

## Tabella delle letture settimanali
Questo è l'elenco delle parashot lette nel corso dell'anno. Con (*) sono indicate le parashot che, negli anni non embolismici, vengono riunite alle successive.
| Libro                  | Nome della parsha            | Equivalente italiano      | Porzione di parsha       |
| ---------------------- | ---------------------------- | ------------------------- | ------------------------ |
| Bereshit (Genesi)      | Bereshit, בְּרֵאשִׁית             | In principio              | Genesi 1.1-6.8           |
|                        | Noach, נֹחַ                    | Noè (rimanente)           | Genesi 6:9-11:32         |
|                        | Lekh lekha, לֶךְ-לְךָ            | Vai per te                | Genesi 12.1-17.27        |
|                        | Vayeira, וַיֵּרָא                | Il Signore apparve        | Genesi 18.1-22.24        |
|                        | Chayei Sarah, חַיֵּי שָׂרָה        | Vite di Sara              | Genesi 23.1-25.18        |
|                        | Toledot, תּוֹלְדֹת               | Generazioni               | Genesi 25.19-28.9        |
|                        | Vayetze, וַיֵּצֵא                | Giacobbe partì            | Genesi 28.10-32.3        |
|                        | Vayishlach, וַיִּשְׁלַח            | Mandò avanti              | Genesi 32.4-36.43        |
|                        | Vayeshev, וַיֵּשֶׁב               | E si stabilì              | Genesi 37.1-40.23        |
|                        | Miketz, מִקֵּץ                  | In capo a                 | Genesi 41.1-44.17        |
|                        | Vayigash, וַיִּגַּשׁ               | Appressatosi a lui        | Genesi 44.18-47.27       |
|                        | Vayechi, וַיְחִי                | E visse                   | Genesi 47.28-50.26       |
| Shemot (Esodo)         | Shemot, שְׁמוֹת                 | Nomi                      | Esodo 1.1-6.1            |
|                        | Va'eira, וָאֵרָא                | Sono apparso              | Esodo 6.2-9.35           |
|                        | Bo, בֹּא                       | Entra!                    | Esodo 10.1-13.16         |
|                        | Beshalach, בְּשַׁלַּח              | Lasciò andare             | Esodo 13.17-17.16        |
|                        | Yitro, יִתְרוֹ                  | Ietro                     | Esodo 18.1-20.23         |
|                        | Mishpatim, מִּשְׁפָּטִים            | Leggi                     | Esodo 21.1-24.18         |
|                        | Terumah, תְּרוּמָה               | Offerte                   | Esodo 25.1-27.19         |
|                        | Tetzaveh, תְּצַוֶּה               | Tu ordinerai              | Esodo 27.20-30.10        |
|                        | Ki Tisa, כִּי תִשָּׂא              | Quando farai              | Esodo 30.11-34.35        |
|                        | *Vayakhel, וַיַּקְהֵל             | Fece radunare             | Esodo 35.1-38.20         |
|                        | Pekudei, פְקוּדֵי               | Questo è il computo       | Esodo 38.21-40.38        |
| Vayikra (Levitico)     | Vayikra, וַיִּקְרָא               | E chiamò                  | Levitico 1.1-5.26        |
|                        | Tzav, צַו                     | Comanda!                  | Levitico 6.1-8.36        |
|                        | Shemini, שְּׁמִינִי               | Ottavo                    | Levitico 9.1-11.47       |
|                        | *Tazria, תַזְרִיעַ               | Prolificherà              | Levitico 12.1-13.59      |
|                        | Metzora, מְּצֹרָע                | Il lebbroso               | Levitico 14.1-15.33      |
|                        | *Acharei Mot, אַחֲרֵי מוֹת       | Dopo la morte             | Levitico 16.1-18.30      |
|                        | Kedoshim, קְדֹשִׁים              | Santi                     | Levitico 19.1-20.27      |
|                        | Emor, אֱמֹר                    | Dì!                       | Levitico 21.1-24.23      |
|                        | *Behar, בְּהַר                  | Nel monte                 | Levitico 25.1-26.2       |
|                        | Bechukotai, בְּחֻקֹּתַי            | I miei statuti            | Levitico 26.3-27.34      |
| Bamidbar (Numeri)      | Bamidbar, בְּמִדְבַּר              | Nel deserto               | Numeri 1.1-4.20          |
|                        | Naso, נָשֹׂא                    | Enumera!                  | Numeri 4.21-7.89         |
|                        | Behaalotecha, בְּהַעֲלֹתְךָ         | Fa sì che                 | Numeri 8.1-12.16         |
|                        | Shlach, שְׁלַח-לְךָ               | Manda                     | Numeri 13.1-15.41        |
|                        | Korach, קֹרַח                  | Korach (calvo)            | Numeri 16.1-18.32        |
|                        | *Chukat, חֻקַּת                 | Una disposizione          | Numeri 19.1-22.1         |
|                        | Balak, בָּלָק                   | Balak (distruttore)       | Numeri 22.2-25.9         |
|                        | Pinchas, פִּינְחָס               | Pinehhàs (di pelle scura) | Numeri 25.10-30.1        |
|                        | *Matot, מַּטּוֹת                 | Tribù                     | Numeri 30.2-32.42        |
|                        | Masei, מַסְעֵי                  | I viaggi                  | Numeri 33.1-36.13        |
| Devarim (Deuteronomio) | Devarim, דְּבָרִים               | Parole                    | Deuteronomio 1.1-3.22    |
|                        | Va'etchanan, וָאֶתְחַנַּן          | Io supplicai              | Deuteronomio 3.23-7.11   |
|                        | Eikev, עֵקֶב                   | In premio/se seguirete    | Deuteronomio 7.12-11.25  |
|                        | Re'eh, רְאֵה                   | Vedete!                   | Deuteronomio 11:26-16:17 |
|                        | Shoftim, שֹׁפְטִים               | Giudici                   | Deuteronomio 16.18-21.9  |
|                        | Ki Teitzei, כִּי-תֵצֵא           | Quando sarai uscito       | Deuteronomio 21.10-25.19 |
|                        | Ki Tavo, כִּי-תָבוֹא             | Quando sarai entrato      | Deuteronomio 26:1-29:8   |
|                        | *Nitzavim, נִצָּבִים             | State tutti davanti       | Deuteronomio 29.9-30.20  |
|                        | Vayelech, וַיֵּלֶךְ               | E andò                    | Deuteronomio 31.1-31.30  |
|                        | Haazinu, הַאֲזִינוּ              | Porgete orecchio!         | Deuteronomio 32.1-32.52  |
|                        | V'Zot HaBerachah, וְזֹאת הַבְּרָכָה | Ed ecco la benedizione    | Deuteronomio 33.1-34.12  |